# DL Весов
DL Весов (лат. DL Librae) — одиночная переменная звезда в созвездии Весов на расстоянии (вычисленном из значения параллакса) приблизительно 20120 световых лет (около 6169 парсеков) от Солнца. Видимая звёздная величина звезды — от +16,8m до +15,5m.

## Характеристики
DL Весов — пульсирующая переменная звезда типа RR Лиры (RR).